# Pterogorgiidae
Die Pterogorgiidae sind eine Familie der Achtstrahligen Korallen (Octocorallia), die vor allem in flachen bis tiefen Bereichen des tropischen Atlantiks vorkommt. Eine Art lebt auch in flachen Bereichen des tropischen Indopazifiks.

## Merkmale
Wie fast alle Oktokorallen bilden die Arten der Familie Pterogorgiidae Kolonien, die aus vielen Einzelpolypen mit jeweils acht Tentakeln bestehen. Die Kolonien wachsen aufrecht, sind spärlich bis stark verzweigt, planar (zweiseitig) oder buschig. Der Querschnitt der Äste kann abgeflacht, oval oder dreieckig sein. Die Oktokorallen verfügen über eine proteinhaltige Skelettachse mit einem hohlen, breiten, kreuzgekammerten Mittelkern. Die Polypen sind leichmäßig über die Oberfläche der Äste verteilt oder sie sind biserial in vertiefte Rillen entlang der Astränder angeordnet. Sie sind monomorph und können sich in das Coenenchym oder in niedrige Polypenkelche zurückziehen. Die kleinen Sklerite der Polypen haben die Form abgeflachter Stäbchen oder schlanker Spindeln. Sie stehen meist isoliert und sind nur selten kragenförmig oder zu Spitzen angeordnet. Die Sklerite des Coenenchyms haben die Form asymmetrischer, stacheliger oder gebogener Spindeln. Windenförmige Sklerite, sowie Sklerite in Form asymmetrischer Keulen, doppelköpfige oder plattenförmige Sklerite können ebenfalls vorhanden sein. Viele Arten der Pterogorgiidae leben mit Zooxanthellen in einer Endosymbiose und beziehen von diesen einen Teil der benötigten Nährstoffe. Bei anderen ist dies nicht der Fall und sie sind vollständig auf planktonische Nahrung angewiesen.

## Gattungen
Zur Familie Pterogorgiidae gehören sieben Gattungen:
- Dacrygorgia McFadden, van Ofwegen & Quattrini, 2022
- Filigorgia Stiasny, 1937
- Muriceopsis Aurivillius, 1931
- Pinnigorgia Grasshoff & Alderslade, 1997
- Pterogorgia Ehrenberg, 1834
- Stenogorgia Verrill, 1883
- Tobagogorgia Sánchez, 2007